# Oradour-sur-Vayres
Oradour-sur-Vayres är en kommun i departementet Haute-Vienne i regionen Nouvelle-Aquitaine i västra Frankrike. Kommunen ligger i kantonen Oradour-sur-Vayres som tillhör arrondissementet Rochechouart. År 2022 hade Oradour-sur-Vayres 1 602 invånare.

## Befolkningsutveckling
Antalet invånare i kommunen Oradour-sur-Vayres
| Referens: INSEE |